# Cirrus Airlines
Cirrus Airlines Luftfahrtgesellschaft mbH — колишня німецька авіакомпанія, що базувалася в Саарбрюккені, Німеччина. Вона виконувала чартерні, так і регулярні перевезення, останні від імені Lufthansa і Swiss International Air Lines. Її основна база — Аеропорт Мангейм. Припинила діяльність 20 січня 2012

## Історія
Cirrus Airlines була заснована в лютому 1995 року як Cirrus Luftfahrtgesellschaft mbH і виконувала тільки чартерні перевезення. У березні 1998 року Cirrus Airlines отримала ліцензію на виконання регулярних перевезень між Саарбрюккеном і Гамбургом. У серпні 1999 року Cirrus забрала у іншої німецької авіакомпанії Cosmos Air рейси між аеропортами Мангейма та берлінським аеропортом Темпельхоф.
Важливий крок у розвитку компанії відбувся в лютому 2000 року, до 5-ї річниці Cirrus Airlines, коли були встановлені партнерські стосунки з національним авіаперевізником Lufthansa і компанія стала членом франшизної групи Team Lufthansa. Далі пішло вибухове зростання числа пунктів призначення авіакомпанії.
Cirrus Airlines — компанія групи Aviation Investment GmbH, що включає в себе Cirrus Maintenance, Cirrus Flight Training і nana tours. Група експлуатує 22 літаки і має персонал понад 500 осіб (на січень 2010 року).

## Пункти призначення

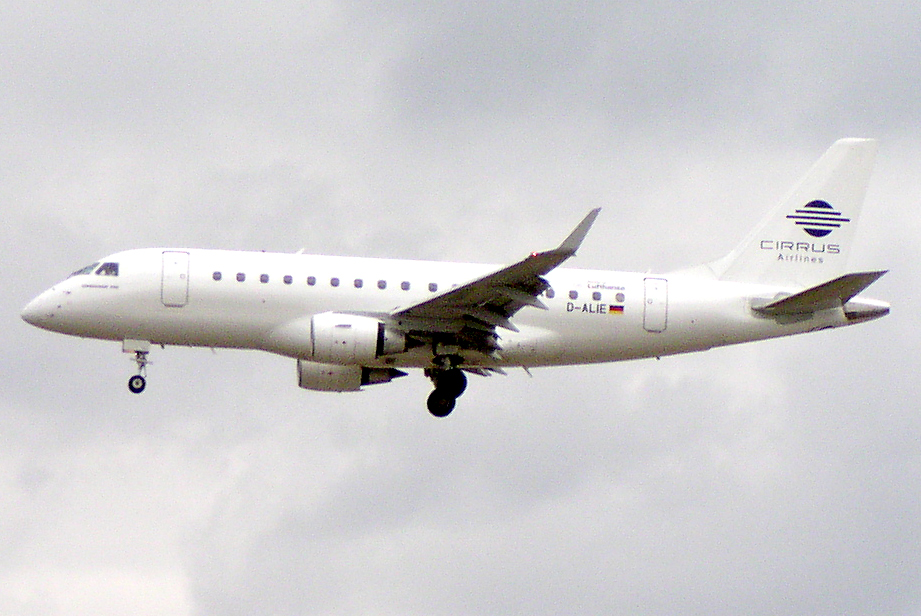
Embraer 170

Cirrus Airlines виконує польоти за такими напрямами: (на січень 2010 року):
- Внутрішні регулярні перевезення: Берлін (аеропорт Тегель), Дрезден, Франкфурт-на-Майні, Ерфурт, Гамбург, Мангейм, Мюнхен, Мюнстер/Оснабрюк, Гоф/Плауен і Штутгарт.
- Міжнародні регулярні перевезення: Берн, Зальцбург і Цюрих. Також виконуються рейси в Кишинів, який є побратимом Мангейма.

## Флот

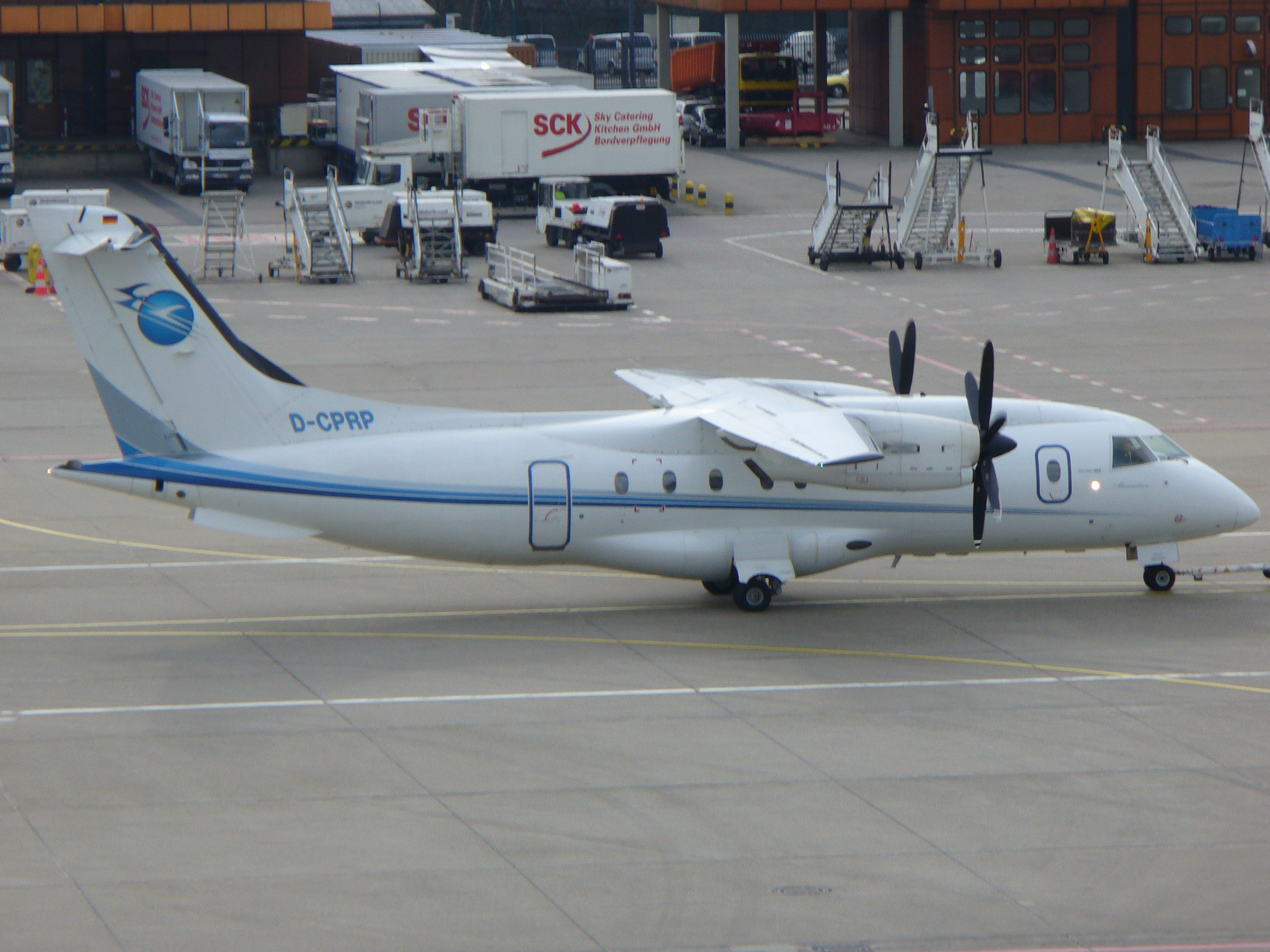
Dornier 328—100

На січень 2010 року флот Cirrus Airlines складався з таких суден:
- 10 Dornier 328—100
- 2 Embraer E 170 (обидва використовуються для перевезень від імені Lufthansa).

Середній вік літаків Cirrus Airlines — 7,4 року.